# Botanophila rectangularis
Botanophila rectangularis este o specie de muște din genul Botanophila, familia Anthomyiidae. A fost descrisă pentru prima dată de Ringdahl în anul 1952. Conform Catalogue of Life specia Botanophila rectangularis nu are subspecii cunoscute.